# Miletus floresianus
Miletus floresianus är en fjärilsart som beskrevs av Hans Fruhstorfer. Miletus floresianus ingår i släktet Miletus och familjen juvelvingar. Inga underarter finns listade i Catalogue of Life.